# Василий Гудима
Василий Василиевич Гудима (на руски: Василий Васильевич Гудима) е руски офицер, полковник. Участник в потушаването на Унгарската революция (1848 – 1849) и Полското въстание (1863 – 1864). Герой от Кримската (1853 – 1856) и Руско-турската война (1877 – 1878).

## Биография
Василий Гудима е роден през 1826 г. в стар дворянски род в Полтавска губерния. Възпитание получава в Дворянския полк и постъпва на служба в артилерията (1845), в която остава до края на живота си. Първоначално е зачислен в 7-а батарея на 3-та артилерийска бригада. Участва във всички войни, водени по това време, като винаги проявява доблест и храброст.
Произведен в първо офицерско звание подпоручик (1849). Участва в потушаването на Унгарското въстание (1848 – 1849). Преведен е в 1-ва батарея на 7-а лека артилерийска бригада (1851). Повишен е във военно звание поручик през 1853 г.
По време на Кримската война 1853 – 1856 г. е в състава на 7-а пехотна дивизия. През 1854 г. е сред първите преминали река Дунав под командването на генерал-лейтенант Александър Ушаков. Отличава се в боевете при Тулча, Исакча и др. Прославя се при отбраната на Севастопол, където се бие почти девет месеца през 1855 г. За отлична служба е повишен последователно във военно звание щабс-капитан през 1856 г. и капитан през 1860 г. Отличава се в битката при Белбек.
Служи във Варшавския военен окръг и участва в потушаването на Полското въстание (1863 – 1864). Повишен е във военно звание подполковник и е назначен за командир на 1-ва батарея от 30-а артилерийска бригада, където остава до края на живота си. Повишен е във военно звание полковник от 1870 г.
Участва в Руско-турската война (1877 – 1878) като командир на 1-ва батарея на 30-а артилерийска бригада от състава на 4-ти армейски корпус. Бие се на 18/30 юли при втора атака на Плевен срещу армията на Осман паша. На 19/31 август турските войски правят опит за пробив на руските позиции на изток в района на селата Пелишат и Згалево. Отбити са от батальоните на 20-и Галицки и 118-и Шуйски пехотен полкове, поддържани от точния картечен огън на 1-ва батарея на полковник Василий Гудима.
При артилерийската подготовка на Третата атака на Плевен, на 26 август 1877 г. батареята на полковник Василий Гудима е разположена на височината източно от село Радишево и води артилерийска престрелка с турски батареи. Разрив на вражески снаряд го поразява в гърдите и корема. Един канонир е с откъснат крак, а друг е тежко ранен в двата крака. Полковник Василий Гудима е убит, а канонирите Кузмин и Войшвило умират от раните. Тленните му останки са погребани при храм-паметник Александър Невски в Минското военно гробище - дореволюционно гробище за загинали руски войни от Беларус.

## Награди
- орден Света Анна IV степен, за заслуги в потушаване на Унгарското въстание (1849).
- орден Света Анна III степен с мечове, за заслуги в битката при Дебрецен (1849).
- орден Свети Станислав II степен (1862).
- орден Свети Станислав II степен с императорска корона (1865).
- орден Света Анна II степен с мечове (1868).
- орден Свети Владимир IV степен с мечове, за 25 годишна офицерска служба (1869).
- орден Света Анна II степен с императорска корона (1873).

## Паметници
- Паметник на полковник Василий Гудима в село Пелишат с надпис: „Въ памятъ Батарейнаго командира I Батареи 30 артиллерiйск. Бригады. Полковникъ Василiй Васильевичъ Гудима. Убитъ въ дѣлѣ съ турками при городѣ Плевѣвъ 26 Авгус. 1877 г.“
- Неговото име е изписано на Параклис мавзолей „Свети Георги“ в Плевен.
- Името на Василий Гудима, заедно с имената на други загинали беларуски офицери и войници от 30-та артилерийска бригада и 118 пехотен Коломенски полк, са изписани върху две мемориални плочи във вътрешността на храм-паметник Александър Невски в Минското военно гробище.[3]

## Галерия
- Паметник на полковник Василий Гудима в село Пелишат
- Паметник на полковник Василий Гудима в село Пелишат
- Надпис на паметника на полковник Василий Гудима в село Пелишат
- Параклис мавзолей „Свети Георги“ в Плевен
- Гравюра от битката при Пелишат – Згалево
- Паметни плочи с името на Гудима в Минското гробище